# Єдунов Іван Григорович
Іван Григорович Єдунов  (рос. Иван Григорьевич Едунов; 21 січня 1924 — 5 грудня 1988) — у роки німецько-радянської війни стрілець-розвідник взводу пішої розвідки 212-го гвардійського стрілецького полку 75-ї гвардійської стрілецької дивізії 30-го стрілецького корпусу 60-ї Армії Центрального фронту, Герой Радянського Союзу ( 1943), гвардії червоноармієць, пізніше гвардії майор.

## Біографія
Народився 21 січня 1924 року в с. Дади, зараз Атяшевський район, Мордовія. Закінчив 9 класів школи і ФЗУ в м. Владивосток, працював слюсарем.
В Червоній Армії з 1942 року. З квітня 1943 року Єдунов став розвідником взводу пішої розвідки 212-го гвардійського стрілецького полку 75-ї гвардійської стрілецької дивізії.
Особливо відзначився І. Г. Єдунов при форсуванні ріки Дніпро північніше Києва восени 1943 року, у боях при захопленні та утриманні плацдарму на правому березі Дніпра в районі сіл Глібівка та Ясногородка (Вишгородський район Київської області). В нагородному листі командир 212-го гвардійського стрілецького полку гвардії полковник Борисов М. С. написав, що в ніч з 21 на 22 вересня 1943 року Єдунов у складі розвідвзводу гвардії лейтенанта Полякова В. Х. переправився через Дніпро в районі сіл Козаровичі — Литвинівка. Ворог виявив розвідників, але вони прийняли нерівний бій та, здобувши цінні відомості про розташування противника в місці форсування Дніпра частинами 75-ї гвардійської стрілецької дивізії, повернулися в дивізію. Єдунов діяв сміливо, рішуче і відважно.
Указом Президії Верховної Ради СРСР від 17 жовтня 1943 року за мужність і героїзм проявлені при форсуванні Дніпра і утриманні плацдарму гвардії червоноармійцю Єдунову Івану Григоровичу присвоєне звання Героя Радянського Союзу з врученням ордена Леніна і медалі «Золота Зірка».
Після війни Єдунов продовжив службу в армії. В 1946 році закінчив Тульське військове збройно-технічне училище. З 1955 року гвардії майор Єдунов в запасі.
Жив і працював у м. Тула. Помер 5 грудня 1988 року.

## Нагороди
- медаль «Золота Зірка» № 1555 Героя Радянського Союзу (17 жовтня 1943)
- Орден Леніна
- Орден Вітчизняної війни 1 ступеня
- Медалі

## Пам'ять
- Ім'я Героя носить одна з вулиць м. Тула.
- Ім'я Єдунова І. Г. увічнено на стелі у сквері туляків-героїв в м. Тула.
- На будинку № 22 у Промисловому проїзді м. Тули, де жив Герой, встановлено меморіальну дошку.